# Coutts & Co.
Coutts & Co. – bank założony w 1692 przez Johna Campbella, skupiający się bankowości prywatnej. Obecnie część NatWest Group.

## Historia
Bank został założony w 1692 w Londynie przez Szkota Johna Campbella z Lundie. Wówczas był to zakład złotniczy świadczący usługi bankowe. Z usług banku korzystał m.in. książę Argyll. Królewski patronat nad bankiem roztoczony został wraz z zamówieniem wykonania Orderów Ostu przez królową Annę Stuart. W 1708 partnerem Campbella został inny szkocki złotnik – George Middleton. Cztery lata później Campbell zmarł, a Middelton poślubił jego córkę.
W 1727 r. do partnerów banku dołączył młodszy syn założyciela, George Campbell. W 1744 dołączył David Bruce. W 1747 zmarł Middleton, a ponieważ działalność złotnicza coraz bardziej się kurczyła, pozostali wspólnicy nazywali się po prostu Bankierzy z 59 Strand – od adresu siedziby banku od 1739.
James Coutts, również szkocki bankier, dołączył do spółki w 1755 roku, po ślubie z Mary Peagrum, wnuczką George’a Campbella. Po śmierci Campbella, James zaprosił do firmy swojego najmłodszego brata, Thomasa. I tak od stycznia 1761 bank był znany pod nazwą James & Thomas Coutts. Od 1775, gdy wycofał się James Coutts, do 1822, do śmierci Thomasa Couttsa, bank był znany pod szyldem Thomas Coutts & Company. Bank rozwijał działalność – jego zysk urósł z 9700 GBP w 1775 do 72 000 GBP w 1821. Po śmierci Thomasa, jego majątek i 50% udziałów w banku odziedziczyła jego druga żona, Harriot. Udzielała się ona aktywnie w kierowaniu bankiem, który przyjął nazwę Coutts & Co,.
Panika roku 1890 dotknęła również bank Coutts. W rezultacie dwa lata później zmieniono status i bank przestał być spółką partnerską a stał się spółką z nieograniczoną odpowiedzialnością (unlimited liability company) – oficjalnie działającą od 24 czerwca 1892. W 1904 roku, po 165 latach, bank zmienił siedzibę z 59 Strand na 440 Strand.
W 1919 r. dla zarządzających stało się jasne, że bankowi trudno będzie wykorzystać powojenną rzeczywistość i konkurować z dużymi bankami. Z tego względu zdecydowano się na połączenie z National Provincial & Union Bank of England Ltd. W latach 20. XX wieku, jako jeden z pierwszych banków, zaczął stosować maszyny księgujące. W 1961 bank otworzył swój pierwszy oddział poza Londynem, w Eton, a w 1963 był pierwszym angielskim bankiem z całkowicie skomputeryzowanym systemem księgowym. W 1969 bank połączył się z Westminster Bank i National Provincial, i tym samym stał się częścią NatWest Group.
W 1987 bank rozpoczął działalność w Genewie (do 2015). W 1990 Coutts i NatWest uporządkowali swoje spółki zależne (w tym Handelsbank), tworząc Coutts Group. Od 2000, po przejęciu NatWest przez Royal Bank of Scotland, bank zajmuje się bankowością prywatną dla RBS.